# 8. september
8. september er dag 251 i året i den gregorianske kalender (dag 252 i skudår). Der er 114 dage tilbage af året.
- Jomfru Marias fødselsdag. I den katolske festrække kaldes dagen "Vor Frue dag" eller "Modermesse".
- FN's alfabetiseringsdag, "International dag for læse- og skrivefærdighed.

### Begivenheder
Født - Dødsfald
- 1565 - Den spanske søofficer Pedro Menendez de Aviles etablerer den første permanente europæiske bebyggelse i Nordamerika i St. Augustine i Florida. Stedet har været beboet lige siden.
- 1664 - Den nederlandske koloni Nieuw Amsterdam i Nordamerika overdrages til englænderne, der i 1669 ændrer områdets navn til New York.
- 1908 - Tidligere justitsminister, gehejmekonferensråd P.A. Alberti melder sig selv til politiet for bedrageri og falskneri for 15 millioner kr. Han havde taget sin afsked som justitsminister 1½ måned tidligere. Albertis bedrageri var sket over for hans egen sparekasse og smøreksportforeningen. I 1910 blev Alberti ved en rigsretssag idømt 8 års tugthus.
- 1920 - Den indiske Nationalkongres vælger frihedskæmperen Mahatma Gandhi til leder. Gandhi indledte straks en ulydighedskampagne mod den britiske kolonimagt.
- 1941 - Nazityskland indleder sin 900 dage lange belejring af Leningrad (nu Sankt Petersborg)
- 1941 - Norske arbejdere skrejker mod nazisternes reduktion af mælkekvoterne.
- 1943 - Italien overgiver sig betingelsesløst til de Allierede.
- 1944 - Sovjetiske styrker trænger ind i Bulgarien uden at møde modstand.
- 1951 - I San Francisco underskriver USA og Japan en fredserklæring, der formelt afslutter krigen mellem de to lande efter Japans kapitulation den 2. september 1945.
- 1966 - Første afsnit af tv-serien Star Trek sendes på NBC i USA. Serien kørte i tre år uden at opnå voldsom stor popularitet. Senere fik serien dog kultstatus og blev genoptaget i 1980'erne.
- 1967 - Kong Frederik 9. indvier den store fiskerihavn i Hanstholm.
- 1986 - Én bliver dræbt og 15 såret ved et bombeattentat på Rådhuset i Paris. Attentatet er det første af fem, der rammer Frankrig i løbet af 14 dage.
- 1987 - Ved Folketingsvalget bliver SF valgets vinder, men Firkløverregeringen (C, V, CD og Kr.F.) under Poul Schlüter fortsætter, trods et tab af 5 mandater. SF fik en fremgang på 6 mandater og Fremskridtspartiet på 3. Det nye parti Fælles Kurs, ledet af formanden for Sømændenes Forbund, Preben Møller Hansen, kommer ind med 4 mandater, mens VS røg ud af Folketinget.
- 1988 - Cubaneren Javier Sotomayor sætter ny verdensrekord i højdespring med 2,43 meter ved et stævne i Salamanca, Spanien. Den tidligere rekord tilhørte svenskeren Patrick Sjöberg og lød på 2,42 meter.
- 1989 - Alle 55 om bord omkommer, da et norsk passagerfly styrter ned i Skagerrak, nordøst for Hirtshals. Det var den hidtil alvorligste ulykke i norsk civilflyvnings historie - og den mest dødelige flyulykke i dansk luftrum.
- 1991 - Makedoniens uafhængighedsdag.
- 1993 - Det danske fodboldlandshold vinder i Tirana en VM-kvalifikationskamp mod Albanien med 1-0. Målet blev scoret af Frank Pingel.
- 1993 - Den hæderkronede fodboldklub BK Frem erklæres konkurs - og tvinges dermed til nedrykning fra 1. division til Danmarksserien.
- 1993 - Den kinesiske kvinde Wang Junxia sætter i Beijing, Kina verdensrekord i 10.000 meter løb med tiden 29.31,78 minutter. Rekorden stod stadig i 1997.
- 1994 - De sidste af de vestlige allieredes soldater forlader Berlin ved en stor ceremoni.
- 1999 - I Napoli vender det danske fodboldlandshold 2-0 ved pausen til en 3-2 sejr over Italien i den sidste kvalifikationskamp til EM 2000 i Holland/Belgien. De danske mål blev scoret af Martin Jørgensen, Morten Wieghorst og Jon Dahl Tomasson. Sejren betød, at Danmark var blevet 2'er i puljen, efter Italien, og dermed skulle ud i to omkampe om kvalifikation til EM. Modstanderen i disse play-off kampe blev Israel.
- 2008 - Nova FM går i luften på den nedlagte TV2 Radios frekvenser.
- 2022 - Dronning Elizabeth 2. af Storbritannien dør, Prins Charles af Wales bliver udråbt til Kong Charles 3.

### Født
- 1157 - Richard Løvehjerte, engelsk konge 1189-1199 (død 1199).
- 1783 - N.F.S. Grundtvig, dansk digter, filosof, politiker og præst (død 1872).
- 1841 - Antonin Dvorák, tjekkisk komponist (død 1904).
- 1910 - Jean-Louis Barrault, fransk skuespiller, mimiker og teaterinstruktør (død 1994).
- 1925 - Peter Sellers, engelsk skuespiller (død 1980).
- 1931 - Bent J. Jensen, indehaver af Jazzbar Bent J. i Århus.
- 1932 - Patsy Cline, amerikansk sangerinde.
- 1934 - Peter Maxwell Davies, britisk komponist (død 2016).
- 1936 - Henrik H. Lund, dansk forfatter.
- 1941 - Bernie Sanders, amerikansk politiker.
- 1966 - Carola Häggkvist, svensk sangerinde.
- 1971 - David Arquette, amerikansk skuespiller.
- 1971 - Martin Freeman, britisk skuespiller.
- 1972 - Dennis Ritter, dansk sportsjournalist.
- 1979 - Pink, amerikansk sanger.
- 1986 - Stefan Pagels Andersen, dansk skuespiller.
- 1987 - Cameron Jibril Thomaz, amerikansk sanger kendt som Wiz Khalifa.
- 1988 - Gustav Schäfer, tysk trommeslager i Tokio Hotel.
- 1994 - Bruno Fernandes, portugisisk fodboldspiller.

### Dødsfald
- 1613 - Carlo Gesualdo, italiensk komponist (født ca. 1561).
- 1757 - Just Wiedewelt, dansk billedhugger (født 1677).
- 1918 - V.A. Secher, dansk rigsarkivar og retshistoriker (født 1851).
- 1949 - Richard Strauss, tysk komponist (født 1864).
- 1960 - Oscar Pettiford, amerikansk kontrabassist og cellist (født 1922).
- 1992 - John Danstrup, dansk redaktør, historiker og tv-kommentator (født 1919).
- 1999 - Birgit Cullberg, svensk balletdanser og koreograf (født 1908).
- 2003 - Leni Riefenstahl, tysk filmfotograf, kendt som Hitlers fotograf (født 1902).
- 2004 - Kelvin Lindemann, dansk forfatter (født 1911).
- 2007 - Arne Christiansen, dansk politiker og journalist (født 1925).
- 2009 - Aage Bohr, dansk fysiker (født 1922).
- 2014 - Magda Olivero, italiensk sopran-operasangerinde (født 1910)
- 2022 - Elizabeth 2. af Storbritannien, Dronning af Storbritannien (født 1926)

|  | Denne datoartikel kan blive bedre, hvis der indsættes et (bedre) billede Du kan hjælpe ved at afsøge Wikimedia Commons for et passende billede eller uploade et godt billede til Wikimedia Commons iht. de tilladte licenser og indsætte det i artiklen. |